# Sonnensynchrone Umlaufbahn

Abbildung 1: Sonnensynchroner Orbit (grün)

Als sonnensynchrone Umlaufbahn oder sonnensynchronen Orbit (auch Sonnensynchronorbit, abgekürzt SSO) bezeichnet man eine Umlaufbahn um einen Planeten, deren Bahnebene durch die gravitative Anisotropie des Planeten eine prograde Drehung erfährt, die exakt so groß ist wie die jahreszeitliche Änderung des Bahnwinkels (Wahre Anomalie) des Planeten um die Sonne. Dadurch bleibt der Sonneneinfallswinkel auf die Bahnebene, der sogenannte Beta-Winkel, über die Jahreszeiten konstant.
Für die Erde bedeutet das, dass sich die Orbitalebene eines Satelliten in einem Jahr (Umlaufzeit der Erde um die Sonne) einmal um die Erde dreht.
Davon zu unterscheiden ist eine planetensynchrone Umlaufbahn um die Sonne, z. B. in einem durch die Lagrange-Punkte vorgegebenen Orbit.

## Eigenschaften

Abbildung 2: Sonnensynchroner Orbit mit Lage des aufsteigenden Knotens (ascending node) und festen Überflugszeiten, z. B. 60° N um 21 h und um 12 h

Ohne Störungen umkreist ein Satellit die Erde auf einer Ebene, die fest im Raum orientiert ist (rote Kurve in Abbildung 1). Die störende Erdabplattung bewirkt jedoch eine Drehung der Bahnebene und führt so zu einer Verschiebung der Rektaszension des aufsteigenden Knotens. Bei Bahnen entgegen der Erdrotation (d. h. bei Inklinationen > 90°, sogenannte retrograde Bahnen) ist diese Bahnebendrehung gleichsinnig zur Erdrotation.
Die Drehgeschwindigkeit der Bahnebene ist umso größer, je mehr die Inklination von einer Polarbahn abweicht und je geringer die Bahnhöhe (vgl. Berechnung unten) ist. Bei geeigneter Wahl von Inklination und Bahnhöhe dreht sich die Bahn gerade so viel, dass sie die Erde einmal pro Jahr umläuft (grüne Kurve in Abbildung 1).
Bei einem SSO passiert der Nadirpunkt eines Satelliten einen Punkt auf der Oberfläche des Planeten immer zur selben Ortszeit, wenn die geographische Breite des Ortes innerhalb des Bereiches liegt, der durch die Inklination seiner Bahn begrenzt wird. Aufgrund der konstanten Ortszeit des Überfluges lassen sich Beobachtungen von verschiedenen Tagen gut miteinander vergleichen, da sich bei ähnlichem Einfallswinkel der Sonnenstrahlen (nicht: identischem Einfallswinkel ...; wegen des zusätzlichen Einflusses der Jahreszeiten auf den Sonnenstand) die Reflexion von Oberflächen kaum verändert.
Als neues Satellitenbahnelement legt die Ortszeit des aufsteigenden Knotens (englisch Local Time of Ascending Node, LTAN) die Ortszeit des Überflugs fest.
Wenn sich ein Satellit entlang der Dämmerungszone zwischen Tag und Nacht bewegt, dann lässt sich auf optischen Aufnahmen die Höhe von Objekten aus der Länge ihres Schattens ableiten. Wenn der Satellit zusätzlich die Erde so umkreist, dass er den Erdschatten nicht passiert (um 6 h LTAN, Inklination höhenabhängig zwischen 101,39° und 115.47°), so kann er ständig von Solarzellen mit Energie versorgt werden. Batterien an Bord sind dann nur für die Startphase oder bei Verlust der Lagekontrolle erforderlich.
Einsatzbeispiele:
- Wettersatelliten wie TIROS, Nimbus, DMSP, METOP
- Erderkundungssatelliten wie Landsat, ERS, Sentinel-2, Goumang
- Sonnenbeobachtungssatelliten wie ACRIMSat, TRACE, Hinode
- Forschungssatelliten wie DLR-TUBSAT
- einige Weltraumteleskope wie Infrared Astronomical Satellite, Wide-Field Infrared Survey Explorer.

## Berechnung

Abbildung 3: Höhe und Inklination des Sonnensynchron-Orbits

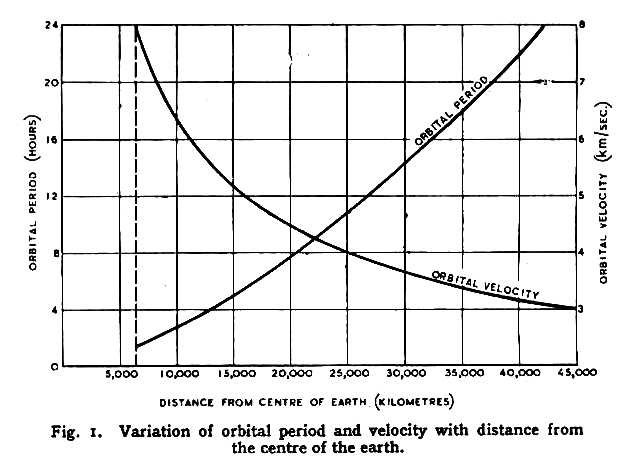
Abbildung 4: Abhängigkeit der Umlaufgeschwindigkeit von der Bahnhöhe

Die Präzession {\displaystyle \omega _{p}} eines sonnensynchronen Orbits berechnet sich als:
{\displaystyle \omega _{p}={\frac {3}{2}}\left({\frac {a}{r}}\right)^{\!2}J_{2}\,\omega \cos i}
mit:
- dem Erdradius {\displaystyle a} am Äquator (6378 km)
- dem Radius {\displaystyle r} des Satellitenorbits
- dem Entwicklungskoeffizienten {\displaystyle J_{2}} des Erdpotenzials (1,082 · 10−3); er beschreibt den Massewulst der Erde am Äquator, der die Präzession und die Verschiebung der Rektaszension des aufsteigenden Knotens verursacht.
- der Winkelgeschwindigkeit {\displaystyle \omega } des Satelliten
- der Inklination {\displaystyle i}.

Berücksichtigt man die Abhängigkeit {\displaystyle v(r)} der Umlaufgeschwindigkeit {\displaystyle v=\omega (r)\cdot r} vom Orbitradius (Abbildung 4), so ergibt sich der in Abbildung 3 dargestellte Zusammenhang zwischen Inklination {\displaystyle i} und Bahnhöhe {\displaystyle r-a}:
- bei einer Inklination von 96° ist das Drehmoment auf den Bahndrehimpuls sehr klein; der Satellit müsste die Erde auf einem SSO niedriger als 100 km umkreisen. In dieser geringen Bahnhöhe wirken sich Störungen durch die Erdatmosphäre stark aus. Daher haben SSO-Bahnen mit einer so geringen Inklination (und einer Höhe bis zu 600 km) keine praktische Bedeutung.
- Erdbeobachtungssatelliten fliegen stattdessen auf einer Inklination zwischen 98° und 99°, denn die zugehörige Höhe von 650 km bis 900 km ist ein guter Kompromiss zwischen Störungen durch die Erdatmosphäre und Abstand zu den Beobachtungsobjekten auf der Erde. Wenn man diese Werte in obige Formel einsetzt und nach {\displaystyle \omega } umstellt (oder aus dem zweiten Diagramm abliest), erhält man für einen realistischen sonnensynchronen Orbit eine Umlaufgeschwindigkeit von ca. 7,5 km/s, das entspricht ca. 14,5 Umläufen um die Erde pro Tag oder ca. 1:40 h pro Umlauf.